# 소토가하마

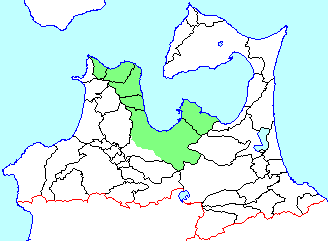

소토가하마(일본어: 外が浜)는 일본 아오모리현의 무쓰만에 연한 지역의 옛 지명이다. 지금의 소토가하마정에서 요코하마정 사이의 지역이다.
헤이안 시대부터 문학작품이나 여러 서적에 등장하면서 나라의 북쪽 경계를 가리키는 말로 쓰였다. 중세 일본에 있어서도 일본 영역권의 북쪽 끝으로 인식되었고, 나아가 귀신과 괴물이 사는 부정한 땅으로 여겨졌다. 에도 시대 이후로는 쓰가루의 북쪽 무쓰만과 닿아있는 지역을 가리키는 말이 되었다.